# Donje Babine, Prijepolje
Donje Babine (izvirno srbsko Доње Бабине) je naselje v Srbiji, ki upravno spada pod Občino Prijepolje; slednja pa je del Zlatiborskega upravnega okraja.